# Rhyacophila parantra
Rhyacophila parantra är en nattsländeart som beskrevs av Ross 1948. Rhyacophila parantra ingår i släktet Rhyacophila och familjen rovnattsländor. Inga underarter finns listade i Catalogue of Life.